# Augustin Dupré

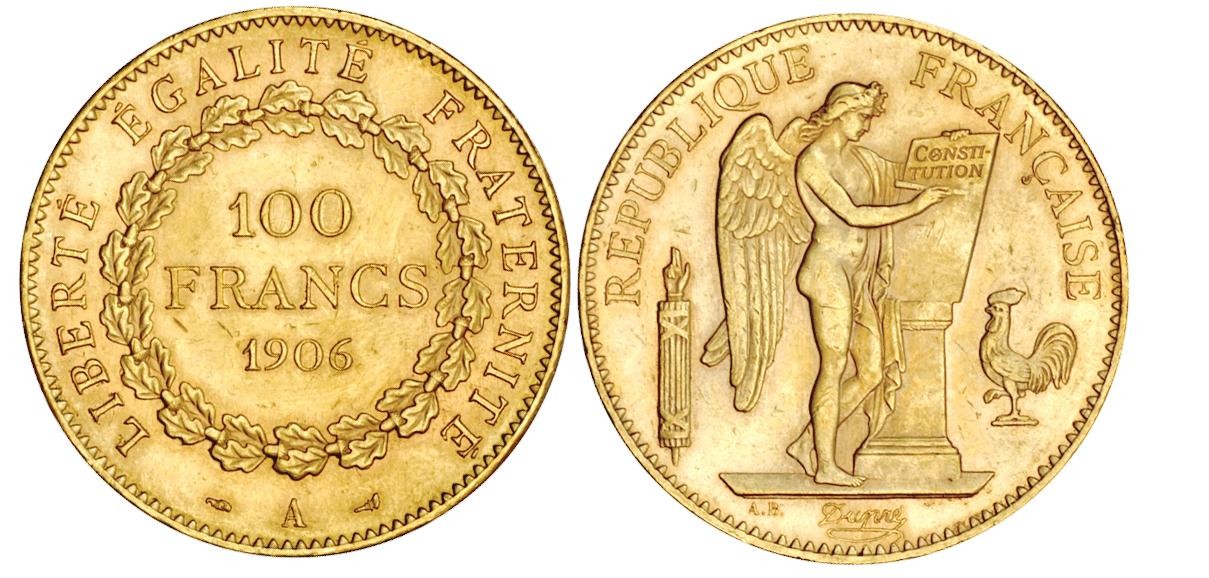

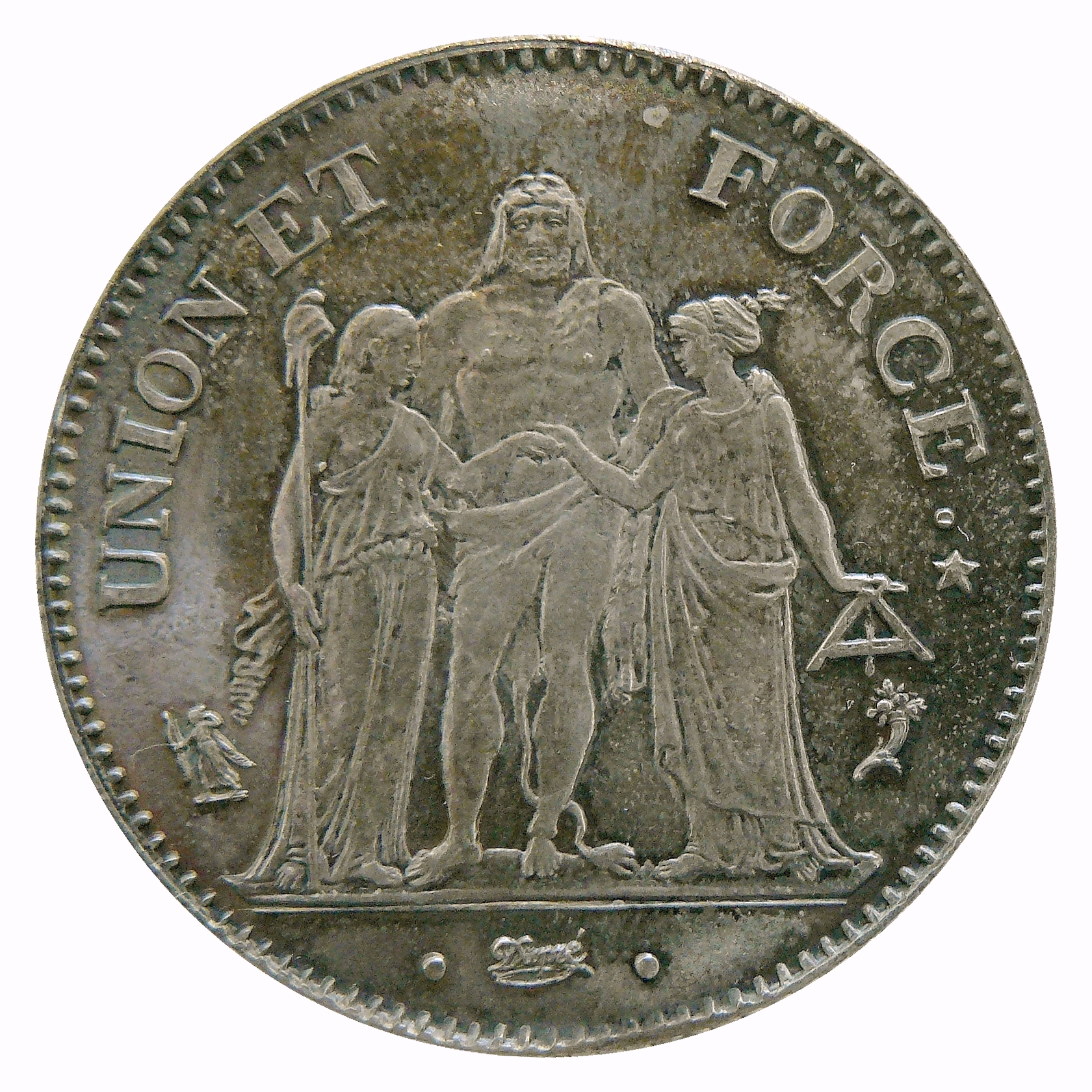
5 francs Union et Force, 1. Republik

Die Hercules 5 Fr der 3. Republik

Augustin Dupré (* 6. Oktober 1748 in Saint-Étienne; † 30. Januar 1833 in Armentières-en-Brie) war ein Medailleur französischer Münzen und Medaillen, der 14. Graveur Général des Monnaies.

## Leben
Er begann sein Arbeitsleben in der königlichen Waffenfabrik. Um 1770 ließ er sich in Paris nieder, wurde Student des Bildhauers David und gravierte seine ersten Medaillen.
Der Regimewechsel und die Reform des Geldwesens während und nach der Französischen Revolution verlangten neue Geldtypen. Im April 1791 eröffnete die Convention einen Wettbewerb. Duprés Entwürfe gewannen und wurden für die neue Währung eingesetzt. Nach diesem Erfolg erhielt Dupré  am 11. Juli 1791 durch die Assemblée Nationale den Titel Graveur Général des Monnaies. Am 12. März 1803 setzte ihn Napoleon ab und ersetzte ihn durch Pierre-Joseph Tiolier.

## Münzschaffen
Sein erster Beitrag zur neuen Revolutionswährung war der Louis d’Or zu 24 Livres, auf der Vorderseite immer noch mit dem Porträt von Ludwig XVI., mit dem Titel Roi des Français und dem Datum 1792. Auf der Rückseite ist ein Génie ailé (Geflügelter Genius) das Wort Loi auf einem Podest schreibend, abgebildet, mit der Inschrift Le Règne de la Loi (Die Regierung des Rechts)  und der Erklärung An III de la liberté. Nach der Proklamation der Republik schuf Dupré die Mehrzahl der neuen Dezimalmünzen. Er führte das neue 5-Franc-Stück ein mit dem Bild des Herkules. Duprés Münzenentwürfe begleiteten Frankreich über 200 Jahre lang. Die letzte Münze mit der Herkules-Gruppe erschien 1998.